# Jõhvi (gemeente)
Jõhvi (Estisch: Jõhvi vald) is een landelijke gemeente in de Estische provincie Ida-Virumaa. De gemeente telde 12.391 inwoners op 1 januari 2024 en heeft een oppervlakte van 123,91 vierkante kilometer. Sinds 2005 behoort ook de stad Jõhvi zelf tot deze gemeente.
In Jõhvi vormen de Russen de grootste bevolkingsgroep. In 2021 maakten de Russen 51,0% van de bevolking uit en de Esten 36,6%. Het aandeel van de andere nationaliteiten was gering: Oekraïners 2,5%, Wit-Russen 2,4%, Finnen 1,0%, overigen 6,4%.

## Geografie
In de landgemeente ligt ook het gelijknamige dorp Jõhvi. De overige plaatsen zijn Edise, Kahula, Kose, Kotinuka, Linna, Pajualuse, Pargitaguse, Pauliku, Puru, Sompa en Tammiku (de enige plaats met de status van alevik, ‘vlek’).

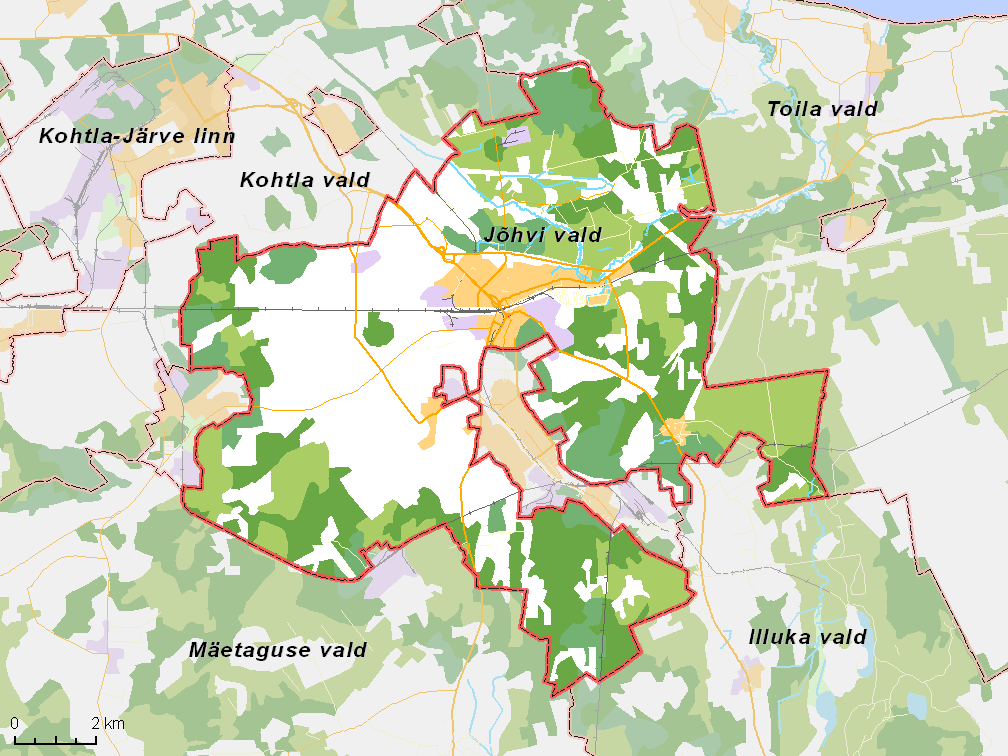
De gemeente met omliggende gemeenten, situatie anno 2017 (in oktober van dat jaar werden een aantal gemeenten bij een buurgemeente gevoegd)

## Partnergemeenten
- Kingisepp
- Loimaa
- Olecko
- Skien
- Thisted
- Uddevalla